# 陇县各级文物保护单位列表
以下为陕西省宝鸡市陇县各级文物保护单位列表。

## 陕西省文物保护单位
- 边家庄遗址
- 麦枣峪遗址
- 峪头一号遗址
- 塬子头遗址
- 韦家庄遗址
- 龙门洞